# Église Sainte-Jeanne-d'Arc du Mans
Pour les articles homonymes, voir Église Sainte-Jeanne-d'Arc et Hôtel-Dieu.
L'église Sainte-Jeanne-d’Arc est un édifice religieux situé dans la ville du Mans, à la démarcation entre le secteur centre et le secteur Sud-Ouest. Il s'agit d'une église qui servait d'hôpital construit au XIIe siècle. Il est connu sous les noms suivants : ancien hôpital de Coëffort, hôpital de Coëffort et sous les lazaristes d'église de la Mission. L'édifice prend ensuite définitivement le nom d'église Sainte-Jeanne-d'Arc en 1923 avec la création de la paroisse du même nom.
Malgré une façade peu avenante et montrant de grandes irrégularités, l'église fait partie des plus anciens édifices de la ville encore conservés de nos jours. De plus, l'intérieur révèle de superbes architectures. L'église est connue de par le monde pour avoir été le lieu de trouvaille du trésor de Coëffort, jugé comme l'un si ce n'est le plus bel ensemble d'orfèvrerie civile médiévale jamais trouvé en Europe. L'édifice est classé aux monuments historiques depuis le 20 octobre 1947.

## Histoire
L'hôtel-Dieu fut fondé en 1180 par Henri II Plantagenêt, comte du Maine et roi d'Angleterre. L'ordonnance du roi a été faite entre 1180 et 1182, la construction dut s'étaler jusqu'en 1207 soit la date de la sentence arbitrale. Sa fondation a été faite en expiation du meurtre de Thomas Becket, alors archevêque de Cantorbéry, un peu après celle de l'Hôtel-Dieu d'Angers. Comme pour ce dernier, l'architecture est entièrement de style Plantagenêt. Bien qu'aujourd'hui l'hôpital soit complètement englobé par la ville et se situe proche du centre-ville, le terrain choisi pour la construction de l'édifice était, à l'époque, situé bien loin de l'ancienne cité médiévale, à l'extérieur des remparts. Si le faubourg Saint-Nicolas, protégé par l'abbaye de la Couture est déjà situé à presque 1 kilomètre des remparts, le lieu de construction de l'hôpital est au milieu des champs et situé à plus de 2,5 kilomètres. Cependant il trouve sa place et surtout son utilité au bord d'une route de pèlerinage et, surtout, il devient un mi-chemin très pratique entre la commune de Pontlieue et la Couture, nouvel établissement régisseur des paroisses dans la région du Mans. 
L'hôpital reçoit malades, pauvres et pèlerins. Au Mans, le pôle médicinal existe alors déjà : la vieille ville, sur l'actuelle place Saint-Pierre, alors également pôle ecclésiastique. Les responsables de Coëffort sont des frères et des sœurs laïcs placés sous l'autorité de l'évêque. Surtout l'édifice est un lieu de pardon et de distributions d'indulgences. Après quelques siècles, l'édifice accueille les enfants trouvés. Au XIVe siècle, l'hôpital est agrandi de chapelles grâce à de riches bourgeois manceaux. Le dispensaire était alors composé d'une grande salle pour malades agrandie au XVIe siècle puis transformée en chapelle en 1649 par saint Vincent de Paul. Quelques années plus tôt, en 1645, les lazaristes reçoivent le bâtiment en charge. Ils s'occupent à la fois de l'hôpital, avec l'administration des sacrements. Ils ouvrent un séminaire, pour la formation des futurs clercs, selon l'esprit du Concile de Trente. Et ils œuvrent dans les missions rurales, objet de leur congrégation. En 1652, on dénombre 118 malades. En 1769, les malades  de tous les dispensaires des faubourgs sont transférés dans le nouvel hôpital, situé dans le quartier des halles. Les lazaristes restent cependant dans l'hôpital jusqu'en 1791. Dès lors, l'édifice devient bien national. En 1793, le mobilier est vendu. Le retable maître-autel a pu être retrouvé et identifié dans l'église de Fay. Deux autels secondaires sont retrouvés dans l'église de Mulsanne. L'église et le séminaire servent à enfermer les prêtres réfractaires de la ville. L'armée investit l'édifice et réalise de multiples transformations notamment avec l'aménagement d'une écurie.
En 1923, la nouvelle paroisse Sainte-Jeanne-d'Arc est fondée. En 1951, l'armée française abandonne définitivement l'usufruit qu'elle possède. C'est la même année que les travaux de rénovation peuvent commencer. Le 28 octobre a lieu la bénédiction de la première tranche de travaux. Le 26 janvier 1953 est une date importante. On exhume un tombeau contenant l'un des plus grands ensembles de couverts du XVIe siècle jamais rencontré en Europe. Le trésor de Coëffort devient une référence mondiale. Ils sont aujourd'hui visibles au musée archéologique du Mans. Le 3 avril 1955, les travaux sont achevés et l'église est inaugurée par le cardinal Grente, évêque du Mans. Mais le plus gros reste à faire : de 1973 à 2005 dureront les travaux de restauration des voûtes. Quant au séminaire, il est malheureusement détruit en 1962 en lieu et place des actuels lycées Touchard et Washington.

## Architecture

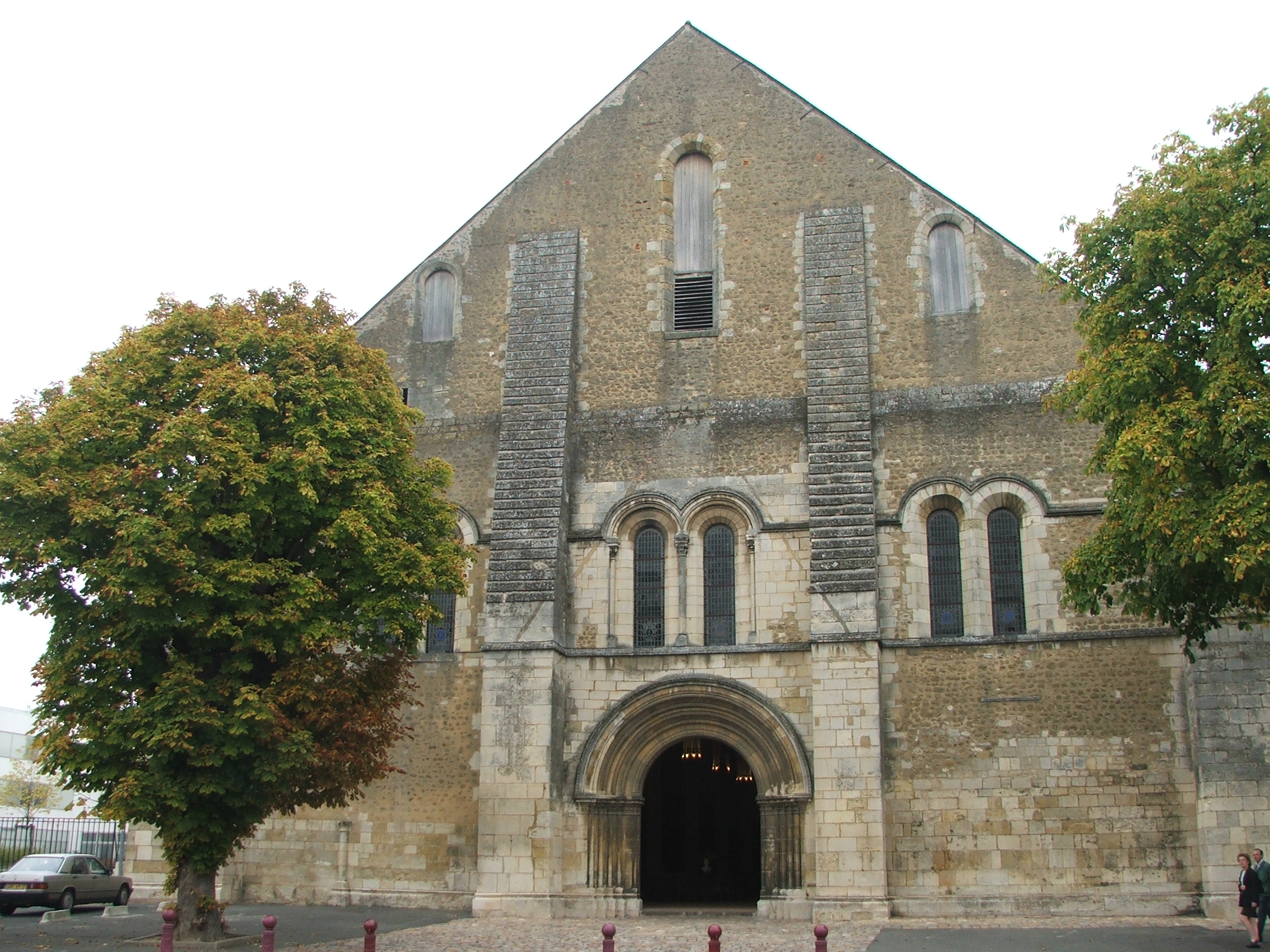
Vue depuis la place de la Mission

L'intérieur du bâtiment offre un espace de 50,95 mètres de longueur, 24,34 mètres de largeur et 12,95 mètres de hauteur. Le tout est composé de 7 travées pour 21 voûtes et 168 voûtaines. L'intérieur offre, comme l'hôpital Saint-Jean d'Angers, une vue saisissante et étonnante. L'hôpital est un édifice marquant la naissance du gothique dans l'ouest de la France, un style qualifié pour ce genre d'édifices comme un style Plantagenêt. Les chapiteaux datent de l'hôtel d'origine du XIIe siècle. Ils sont au nombre de 12 dans la nef. Les peintures murales sont elles, du XIIIe siècle. La plus somptueuse reste celle de l'Agneau mystique, située juste au-dessus de la porte principale. Les écoinçons de la nef ont gardé leur coloration originale. Les peintures visibles sur les bénitiers et les fonts baptismaux sont des copies datant du XIIIe siècle de l'abbaye de Perseigne. L'ancien crucifix est une copie du calvaire de Cerisiers datant du XIIe siècle, l'original se trouvant à Sens dans l'Yonne. La représentation de la Vierge de Consolation date du XVIIe siècle, mais la sculpture représentant sainte Jeanne d'Arc a été faite par un sculpteur contemporain de Solesmes, Raymond Dubois. L'orgue ne fut remis en place qu'en 1958. Contrairement à son homologue angevin, l'hôpital ne dispose plus de la cour extérieure qui permettait d'accéder au petit cloître, aux réserves et aux greniers. De superbes tapisseries du XVIIe siècle ont été conservées à l'entrée de l'édifice. L'une (à gauche de l'entrée) est la présentation du labarum à ses troupes par Constantin le Grand. L'autre représente Jeanne d'Arc et est authentifiée comme provenant d'Aubusson, capitale mondiale de la tapisserie. La date exacte de sa création est 1656. Comme seul vestige de l'occupation militaire du lieu, on trouve les crochets de suspension, permettant aux cavaliers d'attacher leurs paquetages, installés au sommet de la voûte. 
Les vitraux ont tous été réalisés par Max Ingrand. En partant des baies du chœur et de gauche à droite on voit représentés : Saint Vincent de Paul en souvenir de son passage, la Vierge Marie, Henri II à la consécration de l'hôpital et rendant grâce à la Vierge puis Jeanne d'Arc. Au-dessus du portail : Jésus, Marie et les armoiries des oratoriens, premiers enseignants séminaristes. On trouve ensuite Marie et surtout Notre-Dame de la Consolation, la sainte patronne de l'hôpital. Sont ensuite réalisées les armes de l'ancien archevêque, le cardinal Grente, grand auteur du retour du culte au sein de la chapelle. Puis, on trouve les armes de Pie XII et l'épée de Jeanne d'Arc. Enfin, on trouve le christ enseignant, tout comme c'était le cas pour les premiers Lazaristes à l'hôpital. Derrière la nef sud, on trouve la pierre tombale du père Jean Briand, décédé en 1991, ancien curé de la paroisse et grand restaurateur du monument.

## Le trésor de Coëffort

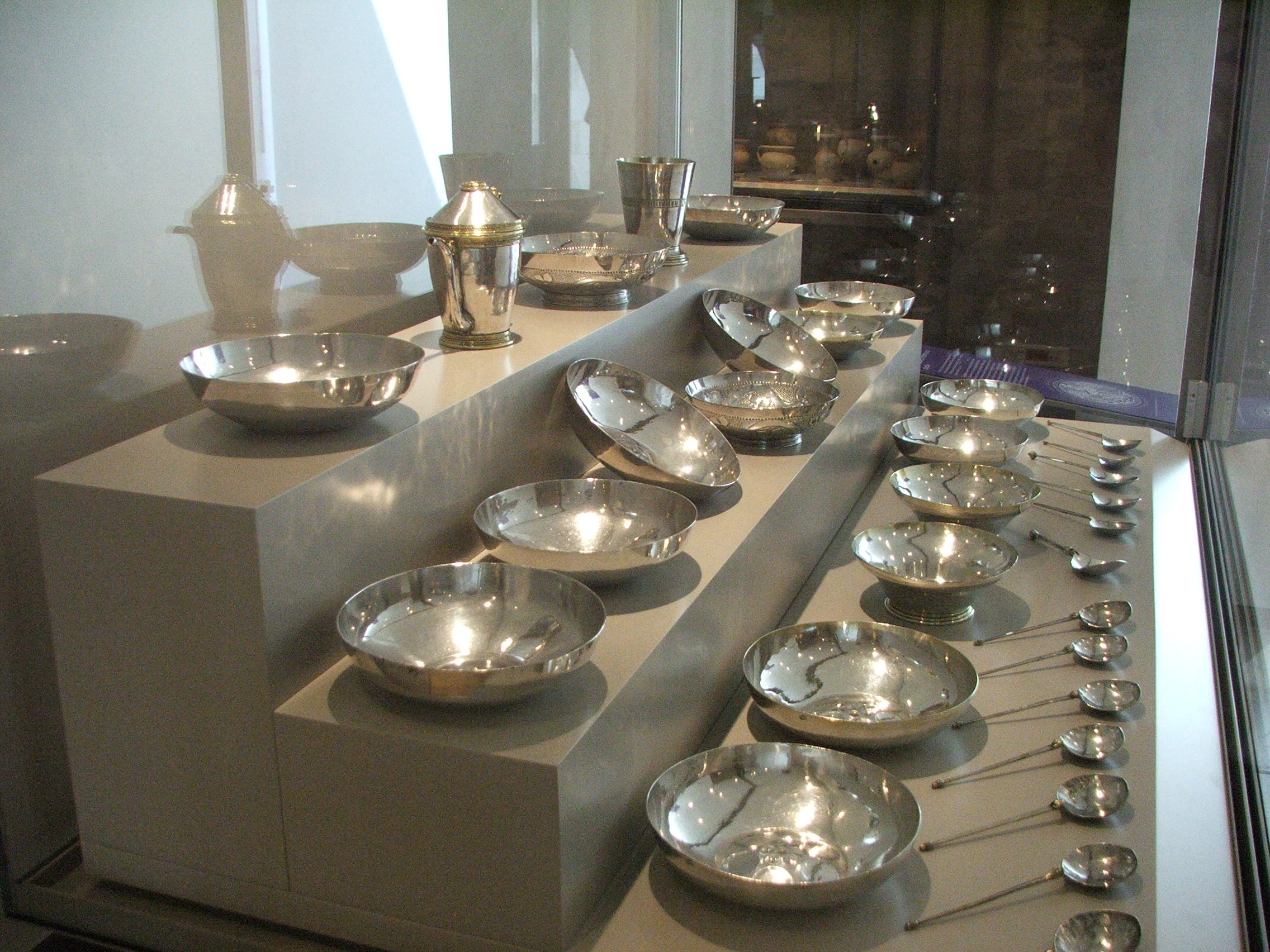
Le trésor de Coëffort

Le trésor de Coëffort est un ensemble unique d'orfèvrerie médiévale civile française, tout d'abord par sa datation très ancienne, ensuite par le grand nombre des pièces qui le composent. Il est composé de 31 pièces et de 18 poinçons dont 15 de forme circulaire identique, qui pourraient être des travaux de maîtres-orfèvres du Mans. Dans ce tout, on trouve treize cuillers (dont une pliante), seize coupes, un gobelet et une aiguière. On a trouvé également des inscriptions précisant l'affectation de la vaisselle à la confrérie hospitalière. Du point de vue technique, une coupe pouvait contenir 450 ml de liquide, ce qui correspond presque à une demi-pinte. Pour les cuillères, on en trouve de deux types bien différents : le premier regroupe huit cuillères, dont le cuilleron de forme concave possède un contour circulaire légèrement brisé en pointe à l'extrémité opposée à un long manche plat et ayant le bout en gland. Ces quelques finitions décoratives, glands et têtes, furent dorés et obtenus par un travail à la masse de l'argent, au marteau et au ciselet. Il y a fort à parier que la gravure devait entamer la matière pour mieux s'y incruster. Un deuxième type de cuillères, certainement plus tardif, comporte cinq cuillères. Celles-ci possèdent une extrémité du cuilleron non plus brisée mais arrondie. Elle s'allonge et se poursuit sans coude vers le manche à section prismatique. On ne trouve plus de décor à la jonction des deux éléments et le manche s'achève dans un cas par un gland, dans l'autre par une boule de taille moyenne. En ce qui est de la cuillère pliante, la charnière simple située à la jonction du cuilleron et du manche comporte une tête d'animal dorée et donc mobile. Cet animal affiche une gueule béante. Cet ornement permet, par glissement, de bloquer la charnière et de pouvoir maintenir la cuillère en position ouverte. Les première cuillères décrites sont estimées comme datant de XIIIe siècle et les secondes circulaires du XIVe siècle.
On trouve dans ce service en argent une grande unité de l'ensemble des pièces qui le composent. C'est ce qui fait en grande partie sa rareté, du fait que la plupart des trésors médiévaux ne possèdent pas d'unité et livrent des reliques éparses. Le trésor est retrouvé en 1953 lors de la restauration complète de la salle des malades. Les pièces sont retrouvées dans un sarcophage. Le trésor contient deux pièces phares : l'une est un gobelet en argent repoussé, et l'autre un récipient verseur à couvercle. Ce sont les deux pièces ayant conservé la meilleure décoration dorée et gravée. La majorité des coupes à boire portent des décors gothiques. La marque c comme Coëffort est disposée sur huit des pièces, la lettre encerclant une croix pâtée. On trouve à côté, le nom des plus éminents membres de la confrérie. Ceux-ci ont pu être identifiés grâce à des sources manuscrites et dateraient du début du XVe siècle. On sait de source sûre que le trésor fut enfoui en 1420 durant la guerre de Cent Ans, afin qu'il ne soit pas pillé par les Anglais réussissant leurs incursions dans le Maine. Faisant le siège du Mans en 1425, force est de constater que le trésor ne fut jamais trouvé.